# Сборная Грузии по регбилиг
Сборная Грузии по регбилиг — национальная команда, которая представляла Грузию в регбилиг-соревнованиях в 2005—2006 годах. Контролировалась Регбилиг Грузии. Была известна тем, что перед матчем исполняла народный танец перхули. Де-факто в 2006 году прекратила своё существование.

## История
В 1991 году в одном из российских регбилиг-клубов впервые появился грузинский легионер, что привело к зарождению регбилиг в стране. В 1993 году один из клубов Грузии стал членом Федерации регбилиг России, за что был дисквалифицирован из чемпионата Грузии, а его игроки лишились права выступать за Грузию и грузинские клубы пожизненно.
В 2004 году был образован Регбилиг Грузии, руководящий орган в этом виде спорта, его президентом стал Паата Цинцадзе. В июне 2004 года его признало Министерство спорта Грузии, первым директором стал Нодар Ангуладзе, а менеджером по тренерам стал Давид Киласония. Были образованы три клуба-участника национального чемпионата: «Локомотив», «Хулигана» и «Раиндеби».
29 апреля 2005 года прошла первая игра сборной Грузии против Нидерландов в Роттердаме: основу команды составили профессиональные игроки в регби-15. Грузины победили со счётом 34:14. 24 июля 2005 года прошёл первый матч в Тбилиси на стадионе «Динамо», когда грузины нанесли поражение Сербии 44:12 в присутствии 8 тысячи зрителей. Получив право выступить на Кубке европейских наций 2005 года, сборная Грузии одержала победу над Россией со счётом 48:14, а затем потерпела поражение на втором групповом этапе от Франции 0:60 на стадионе «Ваке».
В 2006 году грузинская сборная выступала в отборе на чемпионат мира по регбилиг 2008 года, победив сборные Нидерландов и Сербии, причём матч против Нидерландов впервые показало грузинское телевидение. В Москве должна была состояться встреча со сборной России, победитель которой вышел бы во второй раунд и поборолся бы за путёвку на чемпионат мира с победителем пары Шотландия — Уэльс и командой Ливана. Однако грузинским игрокам отказали в визах в Россию, а позже оказалось, что в сборной Грузии присутствовали именно игроки по регби-15, которые пытались выступить и в матче отбора на чемпионат мира по регби-15. За подрыв репутации регбилиг сборная Грузии была дисквалифицирована на два года и получила техническое поражение 0:24, а Россия автоматически прошла в следующий раунд, где, однако, заняла последнее место в группе и выбыла из дальнейшей борьбы.
Матчи по регбилиг в Грузии не проводятся с тех пор, как не проводятся соревнования внутри страны. В рейтинге RLIF от января 2008 года сборная Грузии не появилась

## Все игры сборной
| Дата            | Противник  | Счёт  | Турнир           | Место                                       | Зрителей                      |
| --------------- | ---------- | ----- | ---------------- | ------------------------------------------- | ----------------------------- |
| 29 апреля 2005  | Нидерланды | 34:14 | Отбор на ЧЕ-2005 | Хёксе Бойз, Роттердам                       | 327                           |
| 24 июля 2005    | Сербия     | 44:12 | Отбор на ЧЕ-2005 | Динамо-Арена имени Бориса Пайчадзе, Тбилиси | 8000                          |
| 23 октября 2005 | Россия     | 14:48 | ЧЕ-2005          | Лужники, Москва                             | 500                           |
| 30 октября 2005 | Франция    | 0:60  | ЧЕ-2005          | Ваке, Тбилиси                               | 400                           |
| 13 мая 2006     | Сербия     | 45:10 | Отбор на ЧМ-2008 | Раднички, Белград                           |                               |
| 26 мая 2006     | Нидерланды | 57:16 | Отбор на ЧМ-2008 | Стадион имени Михаила Месхи, Тбилиси        | 10935                         |
| 22 июня 2006    | Россия     | 0:24  | Отбор на ЧМ-2008 |                                             | Нет, автоматическое поражение |